# Monte Grazian
Il monte Grazian (863 m) è un monte delle Alpi Marittime che si trova tra il Roia e il Bevera, poco lontano dal confine con l'Italia. 

## Storia
Fino al 1947 il monte era al confine tra Italia e Francia, in seguito al Trattato di Parigi venne completamente annesso alla Francia.

## Accesso
Il monte è facilmente raggiungibile da Olivetta San Michele, Sospel   e Breil sur Roya.